# Anacamptodes providentia
Anacamptodes providentia är en fjärilsart som beskrevs av Frederick H. Rindge 1966. Anacamptodes providentia ingår i släktet Anacamptodes och familjen mätare. Inga underarter finns listade i Catalogue of Life.